# الجرف (الجعامي)

تعديل مصدري - تعديل

الجرف محلة تابعة لقرية الجعامي، التابعة لعزلة يريس بمديرية حزم العدين إحدى مديريات محافظة إب في الجمهورية اليمنية، بلغ تعداد سكانها 59 حسب تعداد اليمن لعام 2004.